# The No Smoking Orchestra

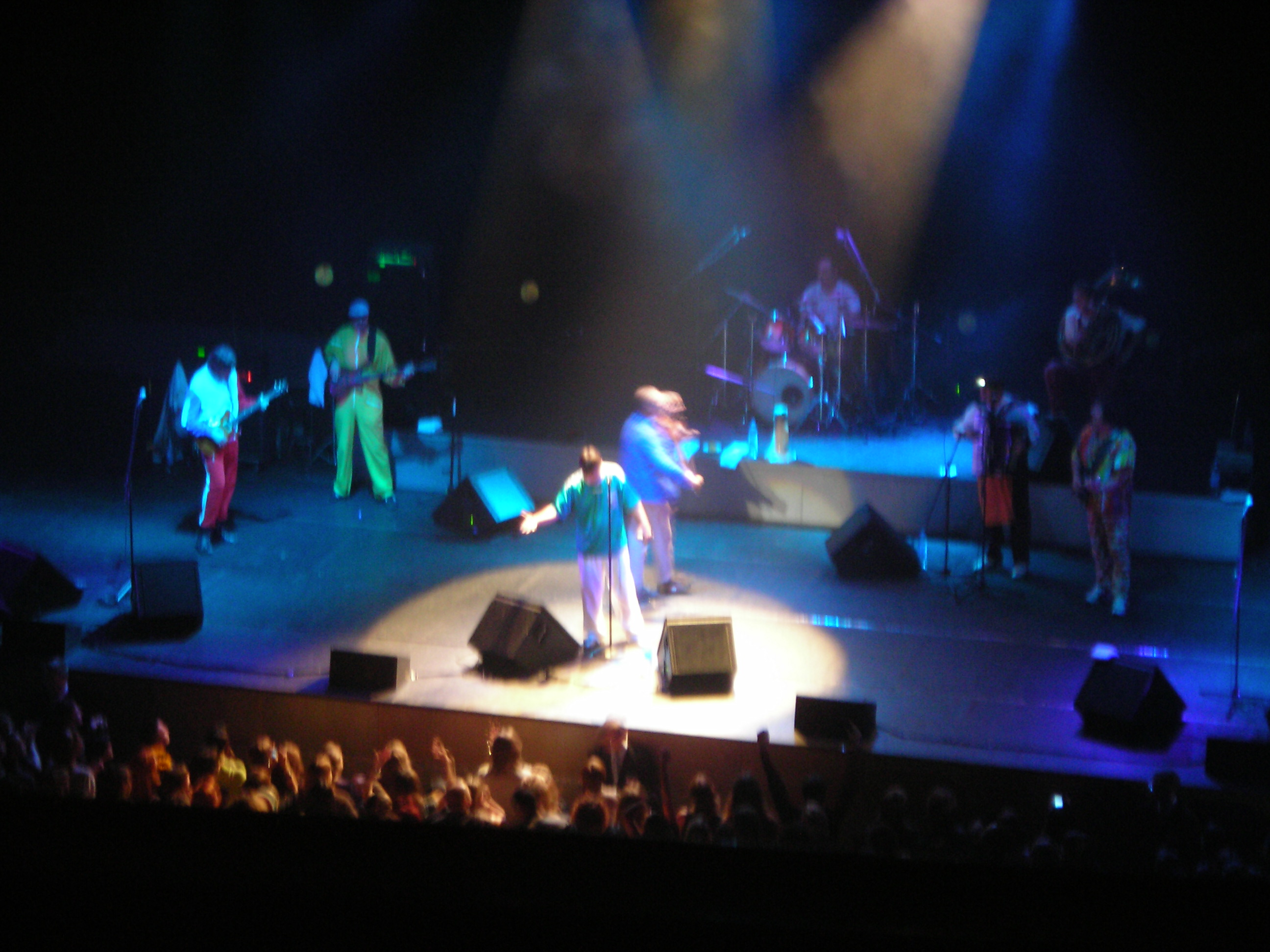
Группа на концерте в Санкт-Петербурге, 6 октября 2007

The No Smoking Orchestra (серб. Забрањено пушење, Zabranjeno Pušenje) — сербская фолк-рок-группа. Известна, в частности, тем, что в ней в качестве гитариста участвует знаменитый режиссёр Эмир Кустурица.

## История группы
В 1978 году «Доктор» Неле Карайлич и Сейо Сексон создают группу «Pseudobluz bend» (Pseudo-blues band), впоследствии переименованную в «Zabranjeno Pušenje». В 1984 году выходит их первый альбом «Das ist Walter» и группа быстро становится популярной на территории Югославии. В 1986 году к группе в качестве бас-гитариста присоединился Эмир Кустурица и участвует в записи альбома «Pozdrav iz zemlje safari», а также снимает несколько клипов группы. В 1990 году группа распадается из-за внутреннего конфликта, связанного с политической нестабильностью в Югославии. В 1992 году Неле Карайлич переезжает в Белград и через два года создаёт уже собственную группу под старым названием. 19 июня 1994 года группа даёт большой сольный концерт в Студенческом Культурном Центре Белграда. В 1997 году выходит альбом «Ja nisam odavle», посвящённый жертвам войны 1992—1995 г. в Югославии. Новым барабанщиком становится Стрибор Кустурица, сын Эмира. Параллельно, с 1996 года, Сейо Сексон начинает выступать с новыми музыкантами под тем же названием — «Zabranjeno Pušenje» и записывает альбом «Fildžan viška». В 1998 году Неле переименовывает группу в «The No Smoking Orchestra» и записывает саундтрек к фильму Э. Кустурицы «Чёрная кошка, белый кот» (награда за лучшую музыку к фильму на международном биеннале киномузыки). С 1999 года Эмир Кустурица становится постоянным участником группы, но уже в роли ритм-гитариста. В 2003 году в фильме Душана Милича «Клубничка в супермаркете» звучит песня «Lost in the supermarket» (из репертуара британской рок-группы «The Clash») в обработке «The No Smoking Orchestra» (песня вошла в сборник «Another World Is Possible»). В 2004 году последовал саундтрек к фильму «Жизнь как чудо», а в 2007 — к рок-опере «Время цыган».

## Состав участников
- «Доктор Нелле» Карайлич — Вокал
- Деян Спаравало — Скрипка
- Эмир Кустурица — Ритм-гитара
- Глава Марковски — Бас-гитара
- Ивица Максимович — Гитара
- Стрибор Кустурица — Ударные
- Нешо Петрович — Саксофон
- Горан Попович — Труба
- Чеда Марьянович — Перкуссия
- Зоки Милошевич — Аккордеон

## Бывшие участники
- Александр Балабан — Труба
- Ненад Гайин Гоче — Гитара
- Дражен Янкович «Драле» — Клавишные

## Дискография

### Zabranjeno Pušenje (Сараево)
- 1984: Das ist Walter (This is Walter)
- 1985: Dok cekas sabah sa sejtanom (Waiting for the shabbat with the devil)
- 1987: Pozdrav iz zemlje safari (Best wishes from the safaris country)
- 1989: Male price o velikoj ljubavi (Small story of a great love)

### Zabranjeno Pušenje (Белград)
- bootleg: Live in Belgrad (19.06.1994)
- 1997: Ja nisam odavle (I’m not from here)

### The No Smoking Orchestra (Белград)
- 1998: Black Cat White Cat
- 2000: Unza Unza Time
- 2003: Lost in the supermarket (Сингл, CD «Another World Is Possible»)
- 2004: Life is a Miracle
- 2005: Live is a Miracle in Buenos Aires
- 2007: Time of the Gypsies [punk opera]
- 2009: The Best of Emir Kusturica and The No Smoking Orchestra
- 2018: Corps Diplomatique

## Фильмография

### Фильмы о группе
- Истории на Супер 8

### Фильмы с музыкой группы
- Чёрная кошка, белый кот
- Клубничка в супермаркете
- Жизнь как чудо

## Соло-проекты участников группы
- В 2006 году Драле выпускает свой первый сольный альбом «Opomena I».
- В 2007 году Стрибор совместно с группой «The Poisoners» создаёт саундтрек к фильму «Завет».
- В 2008 году Драле выпускает свой второй сольный альбом «Objašnjenja».